# Plazac
Plazac est une commune française située en Périgord noir dans le département de la Dordogne, en région Nouvelle-Aquitaine.

## Géographie

### Généralités
À l'est du département de la Dordogne, la commune de Plazac se trouve en partie nord-ouest du Périgord noir. Proche de la vallée de la Vézère, elle est arrosée par un petit affluent de la Vézère, le Vimont.
En rive gauche du Vimont et traversé par la route départementale 6, le bourg de Plazac se situe, en distances orthodromiques, dix kilomètres à l'ouest-sud-ouest de Montignac-Lascaux et douze kilomètres au sud-sud-ouest de Thenon.
La commune est également desservie au sud-est par la route départementale 45. Au nord, le territoire communal est traversé ou bordé sur environ dix kilomètres par le sentier de grande randonnée GR 36.

### Communes limitrophes
Plazac est limitrophe de cinq autres communes. À l'est, son territoire est éloigné d'environ 450 mètres de celui de Thonac.
|                                    | Bars    | Fanlac                |
| Rouffignac-Saint-Cernin-de-Reilhac | Plazac  |                       |
|                                    | Fleurac | Saint-Léon-sur-Vézère |

### Géologie et relief

#### Géologie
Situé sur la plaque nord du Bassin aquitain et bordé à son extrémité nord-est par une frange du Massif central, le département de la Dordogne présente une grande diversité géologique. Les terrains sont disposés en profondeur en strates régulières, témoins d'une sédimentation sur cette ancienne plate-forme marine. Le département peut ainsi être découpé sur le plan géologique en quatre gradins différenciés selon leur âge géologique. Plazac est située dans le troisième gradin à partir du nord-est, un plateau formé de calcaires hétérogènes du Crétacé.
Les couches affleurantes sur le territoire communal sont constituées de formations superficielles du Quaternaire datant du Cénozoïque et de roches sédimentaires du Mésozoïque. La formation la plus ancienne, notée c3b-c, date du Coniacien moyen à supérieur, composée de calcaires bioclastiques grossiers et quartzeux jaunes à bryozoaires et  gastéropodes, à niveaux gréseux (formation des Eyzies). La formation la plus récente, notée CFvs, fait partie des formations superficielles de type colluvions carbonatées de vallons secs : sable limoneux à débris calcaires et argile sableuse à débris. Le descriptif de ces couches est détaillé dans  les feuilles « no 783 - Thenon » et « no 784 - Terrasson » de la carte géologique au 1/50 000 de la France métropolitaine, et leurs notices associées,.

Carte géologique de Plazac.

#### Relief et paysages

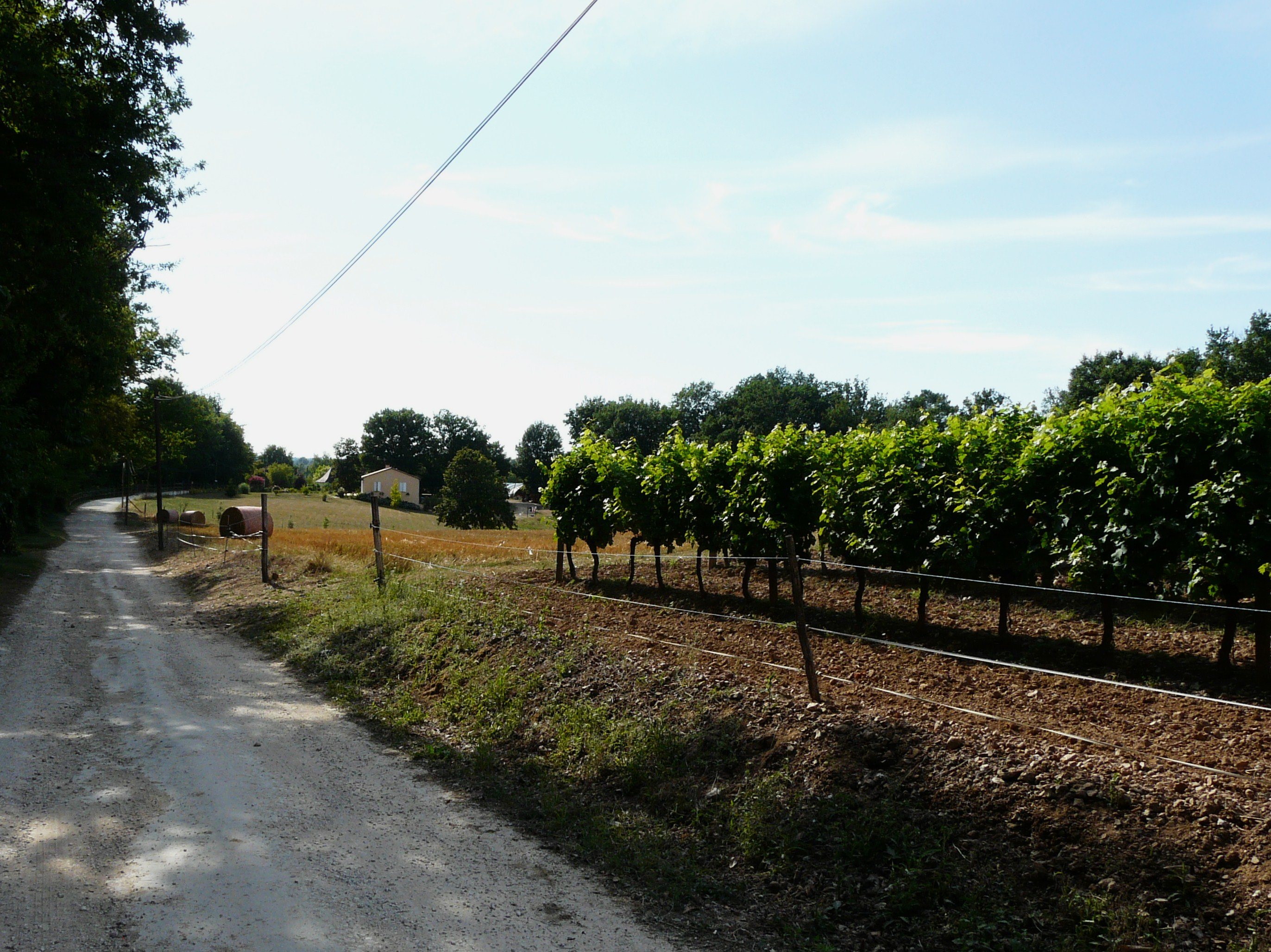
Le sentier de grande randonnée GR 36 près dEscoffie.

Le département de la Dordogne se présente comme un vaste plateau incliné du nord-est (491 m, à la forêt de Vieillecour dans le Nontronnais, à Saint-Pierre-de-Frugie) au sud-ouest (2 m à Lamothe-Montravel). L'altitude du territoire communal varie quant à elle entre 82 mètres au sud, à côté du château du Peuch, là où le Vimont quitte la commune pour entrer sur celle de Fleurac, et 289 mètres à l'ouest, en limite de la commune de Rouffignac-Saint-Cernin-de-Reilhac.
Dans le cadre de la Convention européenne du paysage entrée en vigueur en France le 1er juillet 2006, renforcée par la loi du 8 août 2016 pour la reconquête de la biodiversité, de la nature et des paysages, un atlas des paysages de la Dordogne a été élaboré sous maîtrise d’ouvrage de l’État et publié en octobre 2020. Les paysages du département s'organisent en huit unités paysagères,. La commune fait partie du Périgord noir, un paysage vallonné et forestier, qui ne s’ouvre que ponctuellement autour de vallées-couloirs et d’une multitude de clairières de toutes tailles. Il s'étend du nord de la Vézère au sud de la Dordogne (en amont de Lalinde) et est riche d’un patrimoine exceptionnel.
La superficie cadastrale de la commune publiée par l'Insee, qui sert de référence dans toutes les statistiques, est de 33,77 km2,,. La superficie géographique, issue de la BD Topo, composante du Référentiel à grande échelle produit par l'IGN, est quant à elle de 34,4 km2.

### Hydrographie

#### Réseau hydrographique
La commune est située dans le bassin de la Dordogne au sein du Bassin Adour-Garonne. Elle est drainée par le Vimont et par divers petits cours d'eau, qui constituent un réseau hydrographique de 29 km de longueur totale,.
Le Vimont, d'une longueur totale de 12,67 km, prend sa source à Bars et se jette dans la Vézère en rive droite, en limite de Tursac et de Peyzac-le-Moustier,. Il traverse la commune du nord au sud sur près de six kilomètres, dont un kilomètre et demi sert de limite naturelle à Rouffignac-Saint-Cernin-de-Reilhac.

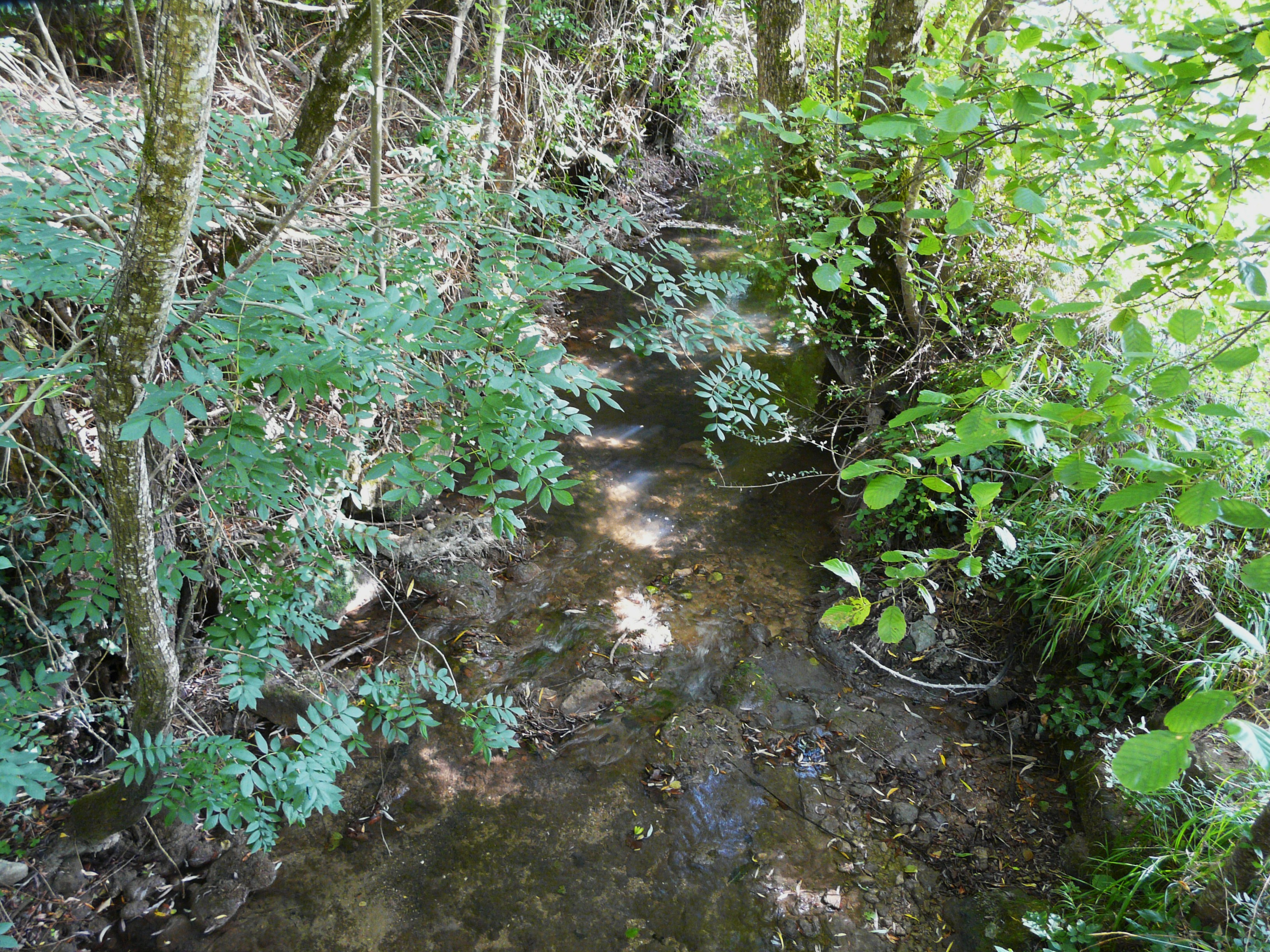
Le Vimont au niveau d'un chemin situé au sud-ouest du bourg.
Réseaux hydrographique et routier de Plazac.

#### Gestion et qualité des eaux
Le territoire communal est couvert par le schéma d'aménagement et de gestion des eaux (SAGE) « Vézère-Corrèze ». Ce document de planification, dont le territoire regroupe les bassins versants de la Vézère et de la Corrèze, d'une superficie de 3 730 km2 est en cours d'élaboration. La structure porteuse de l'élaboration et de la mise en œuvre est le conseil départemental de la Corrèze. Il définit sur son territoire les objectifs généraux d’utilisation, de mise en valeur et de protection quantitative et qualitative des ressources en eau superficielle et souterraine, en respect des objectifs de qualité définis dans le troisième SDAGE  du Bassin Adour-Garonne qui couvre la période 2022-2027, approuvé le 10 mars 2022.
La qualité des eaux de baignade et des cours d’eau peut être consultée sur un site dédié géré par les agences de l’eau et l’Agence française pour la biodiversité.

### Climat
Pour des articles plus généraux, voir Climat de la Nouvelle-Aquitaine et Climat de la Dordogne.
Historiquement, la commune est exposée à un climat océanique aquitain.  
En 2020, Météo-France publie une typologie des climats de la France métropolitaine dans laquelle la commune est exposée à un climat océanique altéré et est dans une zone de transition entre les régions climatiques « Aquitaine, Gascogne » et « Ouest et nord-ouest du Massif Central ». La première est caractérisée par une pluviométrie abondante au printemps, modérée en automne, un faible ensoleillement au printemps, un été chaud (19,5 °C), des vents faibles, des brouillards fréquents en automne et en hiver et des orages fréquents en été (15 à 20 jours).  La seconde présente une pluviométrie annuelle de 900 à 1 500 mm, maximale en automne et en hiver.
Pour la période 1971-2000, la température annuelle moyenne est de 12,6 °C, avec  une amplitude thermique annuelle de 14,8 °C. Le cumul annuel moyen de précipitations est de 945 mm, avec 12,4 jours de précipitations en janvier et 7,1 jours en juillet. Pour la période 1991-2020, la température moyenne annuelle observée sur la station météorologique la plus proche, située sur la commune de Thenon à 12 km à vol d'oiseau, est de 12,9 °C et le cumul annuel moyen de précipitations est de 907,1 mm,. Pour l'avenir, les paramètres climatiques de la commune estimés pour 2050 selon différents scénarios d’émission de gaz à effet de serre sont consultables sur un site dédié publié par Météo-France en novembre 2022.

## Urbanisme

### Typologie
Au 1er janvier 2024, Plazac est catégorisée commune rurale à habitat très dispersé, selon la nouvelle grille communale de densité à 7 niveaux définie par l'Insee en 2022.
Elle est située hors unité urbaine et hors attraction des villes,.

### Occupation des sols
L'occupation des sols de la commune, telle qu'elle ressort de la base de données européenne d’occupation biophysique des sols Corine Land Cover (CLC), est marquée par l'importance des forêts et milieux semi-naturels (60,5 % en 2018), en diminution par rapport à 1990 (63,6 %). La répartition détaillée en 2018 est la suivante : 
forêts (57,8 %), prairies (17,6 %), zones agricoles hétérogènes (17,1 %), terres arables (4,7 %), milieux à végétation arbustive et/ou herbacée (2,8 %). L'évolution de l’occupation des sols de la commune et de ses infrastructures peut être observée sur les différentes représentations cartographiques du territoire : la carte de Cassini (XVIIIe siècle), la carte d'état-major (1820-1866) et les cartes ou photos aériennes de l'IGN pour la période actuelle (1950 à aujourd'hui).

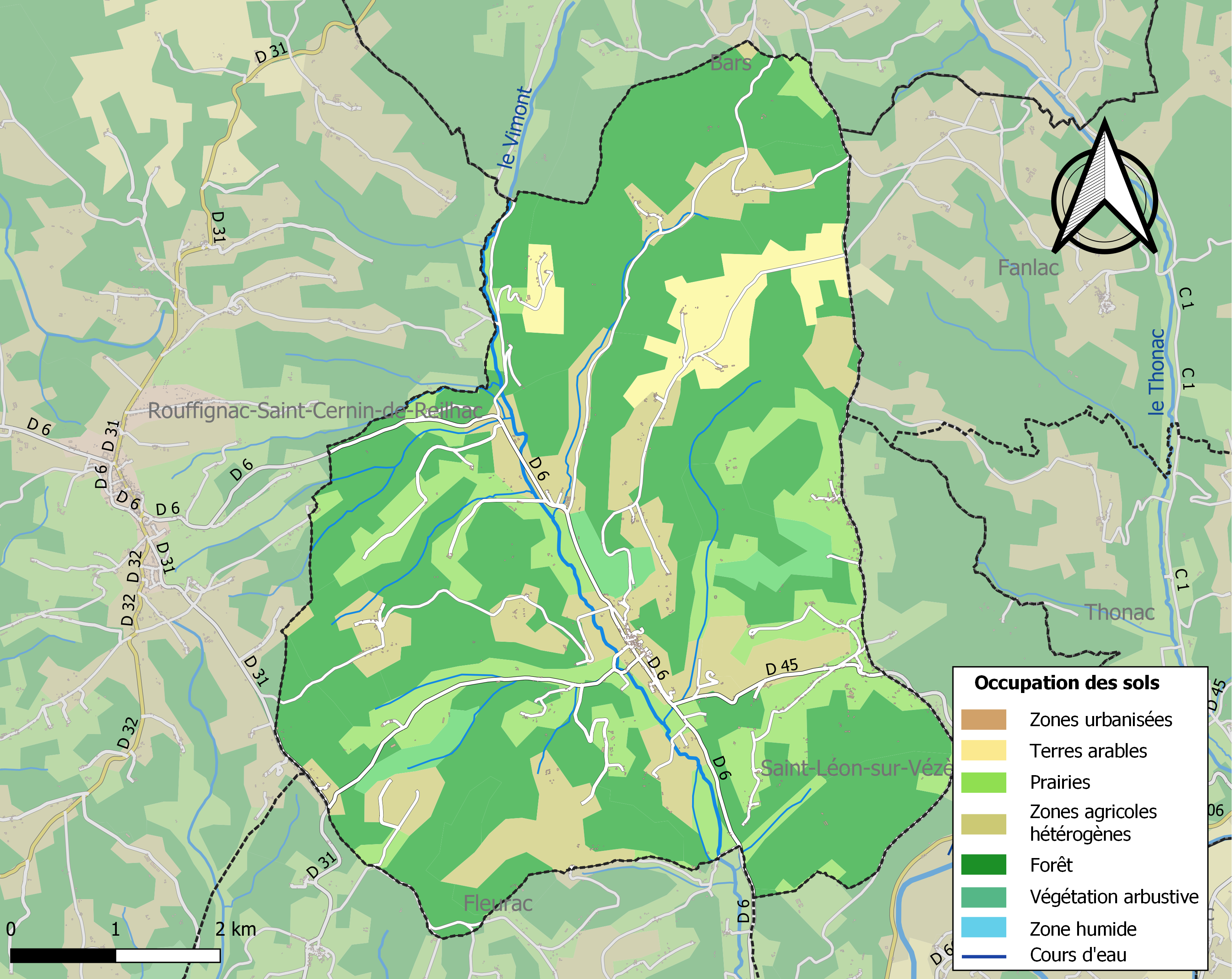
Carte des infrastructures et de l'occupation des sols de la commune en 2018 (CLC).

### Prévention des risques
Le territoire de la commune de Plazac est vulnérable à différents aléas naturels : météorologiques (tempête, orage, neige, grand froid, canicule ou sécheresse), feux de forêts, mouvements de terrains et séisme (sismicité très faible). Un site publié par le BRGM permet d'évaluer simplement et rapidement les risques d'un bien localisé soit par son adresse soit par le numéro de sa parcelle.
Plazac est exposée au risque de feu de forêt. L’arrêté préfectoral du 14 mars 2013 fixe les conditions de pratique des incinérations et de brûlage dans un objectif de réduire le risque de départs d’incendie. À ce titre, des périodes sont déterminées : interdiction totale du 15 février au 15 mai et du 15 juin au 15 octobre, utilisation réglementée du 16 mai au 14 juin et du 16 octobre au 14 février. En septembre 2020, un plan inter-départemental de protection des forêts contre les incendies (PidPFCI) a été adopté pour la période 2019-2029,.

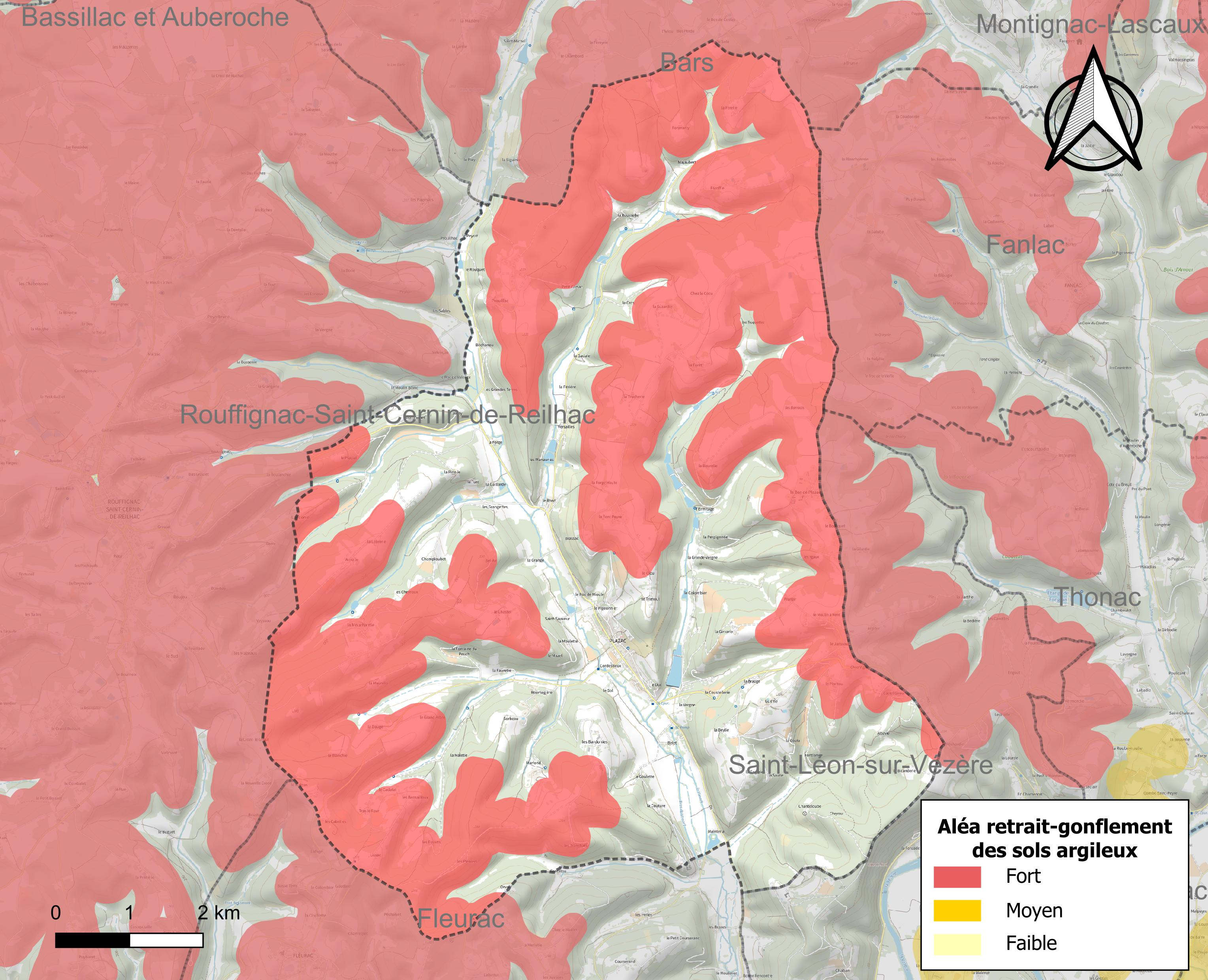
Carte des zones d'aléa retrait-gonflement des sols argileux de Plazac.

Les mouvements de terrains susceptibles de se produire sur la commune sont des tassements différentiels. Le retrait-gonflement des sols argileux est susceptible d'engendrer des dommages importants aux bâtiments en cas d’alternance de périodes de sécheresse et de pluie. 51,1 % de la superficie communale est en aléa moyen ou fort (58,6 % au niveau départemental et 48,5 % au niveau national métropolitain). Depuis le 1er octobre 2020, en application de la loi ÉLAN, différentes contraintes s'imposent aux vendeurs, maîtres d'ouvrages ou constructeurs de biens situés dans une zone classée en aléa moyen ou fort,.
La commune a été reconnue en état de catastrophe naturelle au titre des dommages causés par les inondations et coulées de boue survenues en 1982, 1983, 1993, 1999 et 2008, par la sécheresse en 1989, 2005 et 2011 et par des mouvements de terrain en 1999.

## Toponymie
Le nom de Plazac vient d'un nom de personnage gallo-roman Plasius ou latin Platius suivi du suffixe -acum, indiquant le « domaine de Plasius ou de Platius »,.
En occitan, le nom de la commune s'écrit Plasac.
Sur la planète Mars, en février 2021, l'une des cibles d'analyses poussées effectuées sur un affleurement rocheux par l'astromobile Curiosity de la NASA, est baptisée d'après la commune.

## Histoire

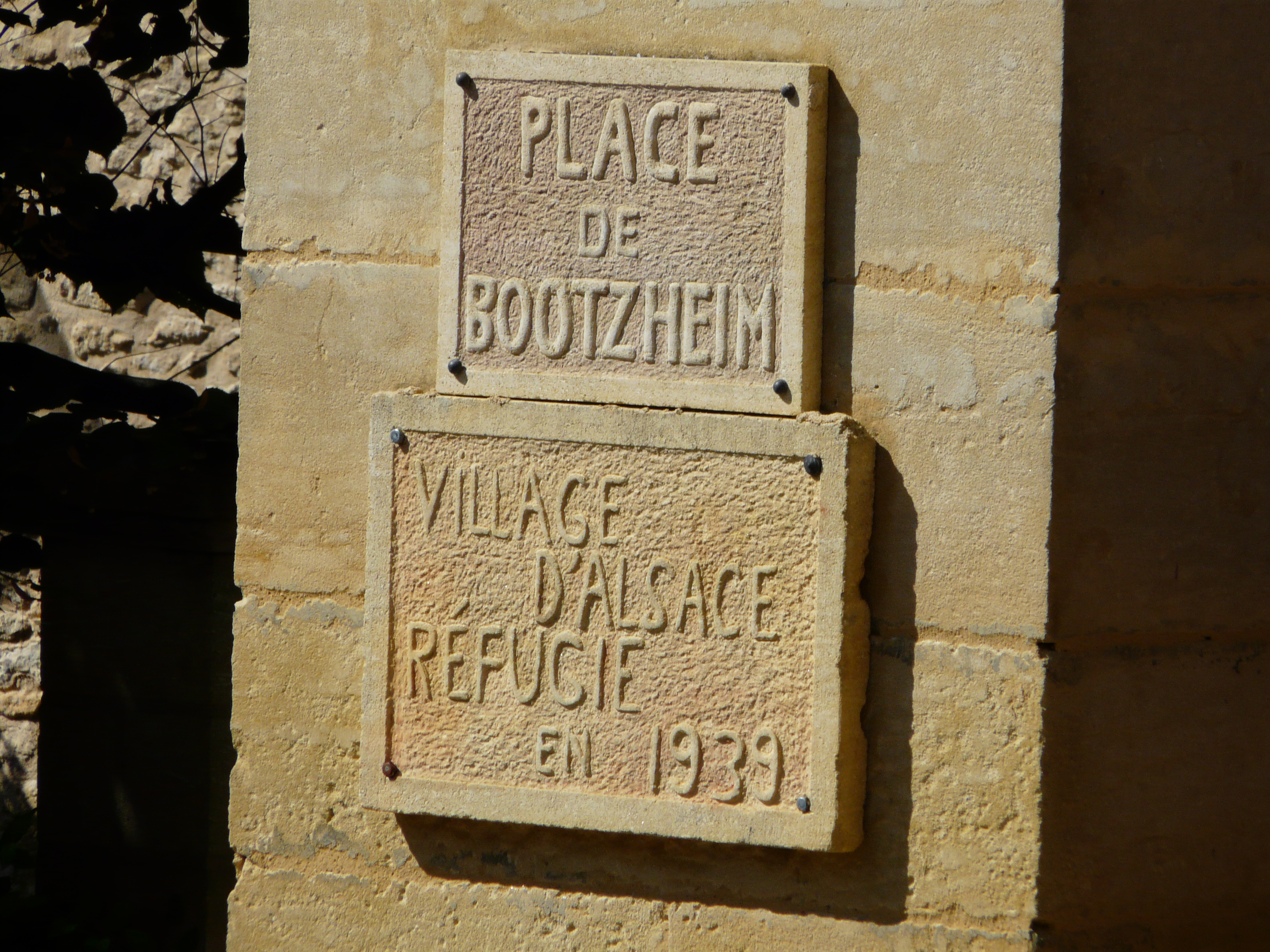
Plaque située à Plazac, commémorative des réfugiés de Bootzheim.

La première mention connue du village remonte à 1169 sous la forme « Plazat ». Trois siècles plus tard, le château est identifié en latin comme Fortalitium de Plazaco.
En 1939, des habitants du village alsacien de Bootzheim ont trouvé refuge à Plazac.

## Politique et administration

### Rattachements administratifs
La commune de Plazac a, dès 1790, été rattachée au canton de Rouffignac qui dépendait du district de Montignac.
En 1800, le canton de Rouffignac est supprimé et la commune est rattachée au canton de Montignac dépendant de l'arrondissement de Sarlat renommé en arrondissement de Sarlat-la-Canéda en 1965.

### Intercommunalité
En 2002, elle intègre dès sa création la communauté de communes de la Vallée de la Vézère. Celle-ci disparaît le 31 décembre 2013, remplacée au 1er janvier 2014 par une nouvelle intercommunalité élargie, la communauté de communes de la Vallée de l'Homme.

### Administration municipale
La population de la commune étant comprise entre 500 et 1 499 habitants au recensement de 2017, quinze conseillers municipaux ont été élus en 2020,.

### Liste des maires

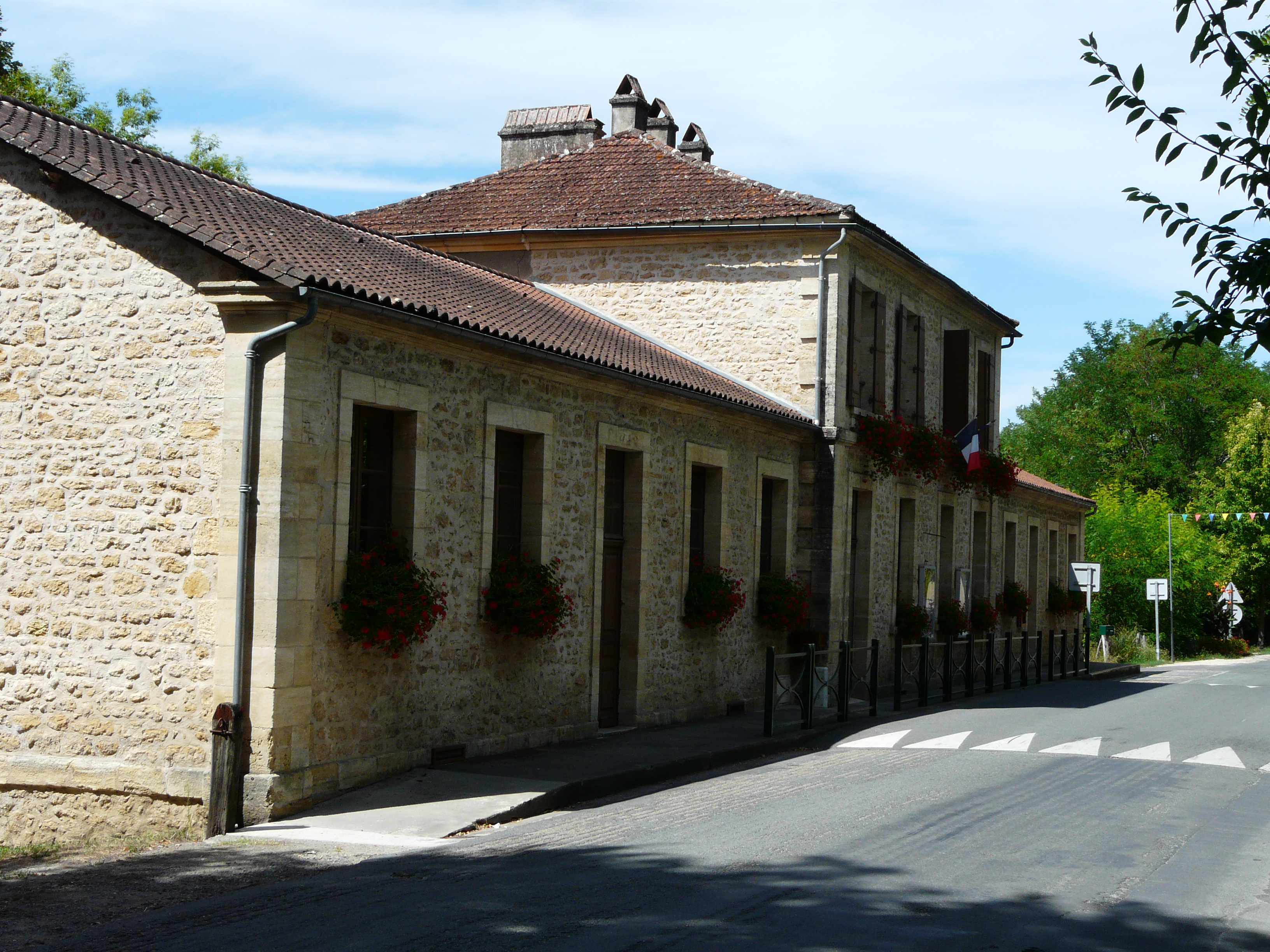
La mairie.

| Période                                  | Période        | Identité                     | Étiquette | Qualité                 |
| ---------------------------------------- | -------------- | ---------------------------- | --------- | ----------------------- |
| Les données manquantes sont à compléter. |                |                              |           |                         |
| 1791                                     | 1794           | Jean Lafarge                 |           |                         |
| 1794                                     | 1796           | Pierre Larmandie             |           |                         |
| 1796                                     | 1799           | Jean Lafarge                 |           |                         |
| 1799                                     | 1800           | François Dufaure             |           |                         |
| 1800                                     | 1805           | Jean Cubellie Larigaudie     |           |                         |
| 1805                                     | janvier 1814   | Bernard Dalbavie-Laborie     |           |                         |
| janvier 1814                             | 1840           | Jean Debord Laudonie         |           |                         |
| février 1840                             | 1848           | François Fayard              |           | Notaire                 |
| février 1848                             | janvier 1856   | Pierre Tibeyrant             |           | Chirurgien major        |
| février 1856                             | septembre 1870 | Paul Armand-Laroche          |           |                         |
| septembre 1870                           | octobre 1870   | Debord Laudonie              |           |                         |
| octobre 1870                             | 1871           | Jean Dupont                  |           |                         |
| 1871                                     | 1879           | Léonard Paul Armand-Laroche  |           |                         |
| 1879                                     | mai 1888       | Jean Dupont                  |           |                         |
| mai 1888                                 | 1893           | Edgard d'Argy                |           |                         |
| août 1893                                | 1900           | Marc Armand-Laroche          |           |                         |
| 1900                                     | 1935           | Jacques Hippolyte de Molènes |           | Conseiller général      |
| mai 1935                                 | mai 1953       | Élie Léonard                 |           |                         |
| mai 1953                                 | mars 1977      | Pierre Lamothe               |           |                         |
| mars 1977                                | août 1989      | Maurice Estardier            |           |                         |
| septembre 1989                           | mai 1992       | Christian Pharizin           |           |                         |
| mai 1992                                 | avril 2014     | Robert Delbary               | PS        | Agriculteur en retraite |
| avril 2014 (réélue en mai 2020)          | En cours       | Florence Gauthier            |           | Infirmière              |

### Jumelages

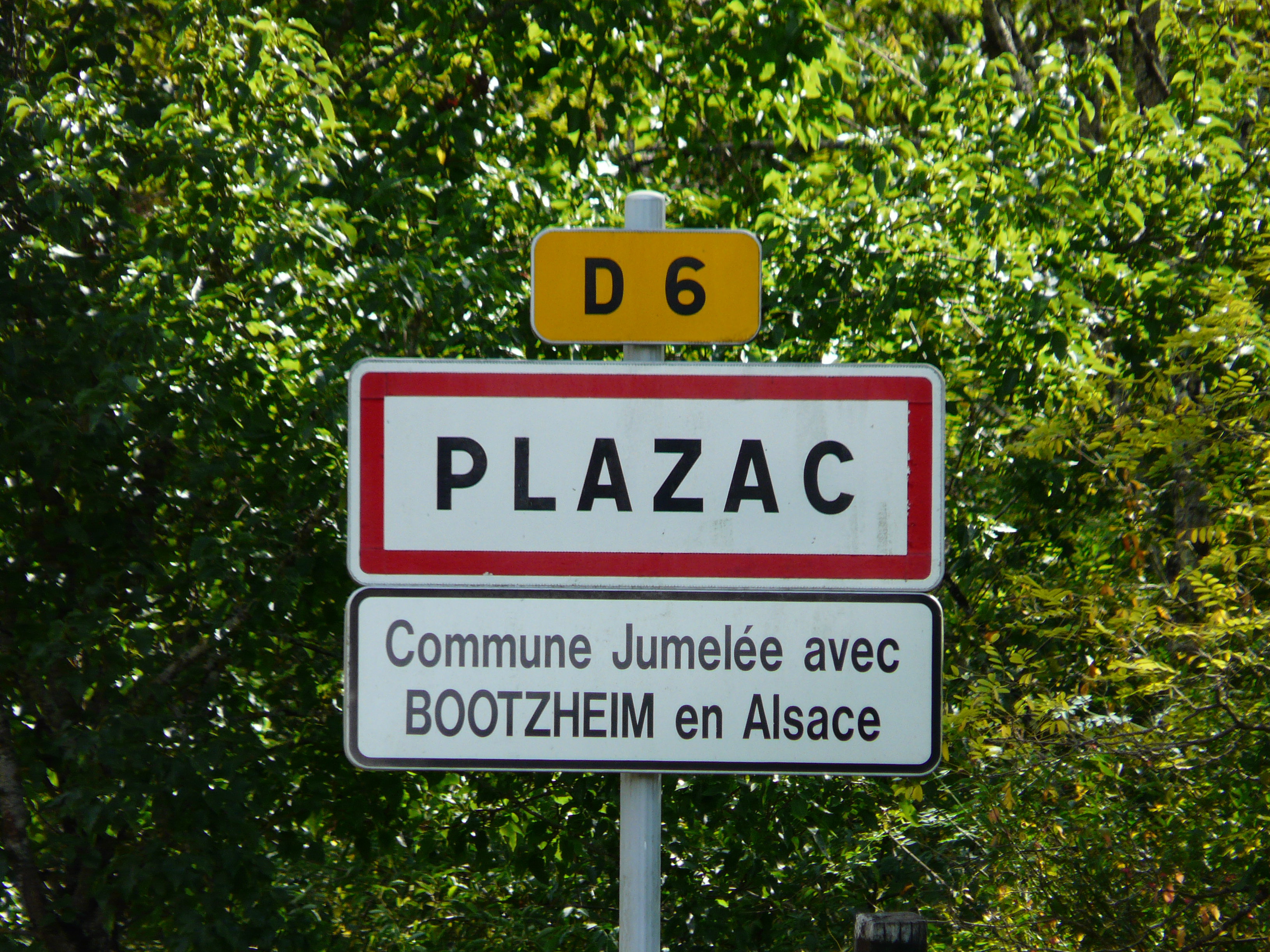
Panneau de jumelage avec Bootzheim.

Bootzheim (France) (Bas-Rhin).

## Équipements et services publics

### Enseignement
En 2013, Plazac est organisée en regroupement pédagogique intercommunal (RPI) avec les communes de Peyzac-le-Moustier et Saint-Léon-sur-Vézère au niveau des classes de maternelle et de primaire. La commune se charge des classes de cours élémentaire et de cours moyen. La maternelle et le cours préparatoire ont lieu à Saint-Léon-sur-Vézère.

### Justice
Dans le domaine judiciaire, Plazac relève : 
- du tribunal judiciaire, du tribunal pour enfants, du conseil de prud'hommes et du tribunal de commerce de Périgueux ;
- du pôle Nationalité du tribunal judiciaire de Périgueux (compétent uniquement dans le domaine de la nationalité) ;
- de la cour d'appel, du tribunal administratif et de la  cour administrative d'appel de Bordeaux.

## Population et société

### Démographie
L'évolution du nombre d'habitants est connue à travers les recensements de la population effectués dans la commune depuis 1793. Pour les communes de moins de 10 000 habitants, une enquête de recensement portant sur toute la population est réalisée tous les cinq ans, les populations de référence des années intermédiaires étant quant à elles estimées par interpolation ou extrapolation. Pour la commune, le premier recensement exhaustif entrant dans le cadre du nouveau dispositif a été réalisé en 2006.

En 2022, la commune comptait 710 habitants, en évolution de +1,57 % par rapport à 2016 (Dordogne : +0,37 %, France hors Mayotte : +2,11 %).
| 1793  | 1800  | 1806  | 1821  | 1831  | 1836  | 1841  | 1846  | 1851  |
| ----- | ----- | ----- | ----- | ----- | ----- | ----- | ----- | ----- |
| 1 580 | 1 415 | 1 467 | 1 691 | 1 621 | 1 694 | 1 645 | 1 637 | 1 723 |

| 1856  | 1861  | 1866  | 1872  | 1876  | 1881  | 1886  | 1891  | 1896  |
| ----- | ----- | ----- | ----- | ----- | ----- | ----- | ----- | ----- |
| 1 726 | 1 636 | 1 638 | 1 586 | 1 524 | 1 413 | 1 523 | 1 389 | 1 415 |

| 1901  | 1906  | 1911  | 1921 | 1926 | 1931 | 1936 | 1946 | 1954 |
| ----- | ----- | ----- | ---- | ---- | ---- | ---- | ---- | ---- |
| 1 179 | 1 157 | 1 064 | 809  | 798  | 761  | 690  | 626  | 603  |

| 1962 | 1968 | 1975 | 1982 | 1990 | 1999 | 2006 | 2011 | 2016 |
| ---- | ---- | ---- | ---- | ---- | ---- | ---- | ---- | ---- |
| 522  | 424  | 427  | 502  | 543  | 577  | 686  | 703  | 699  |

| 2021 | 2022 | - | - | - | - | - | - | - |
| ---- | ---- | - | - | - | - | - | - | - |
| 703  | 710  | - | - | - | - | - | - | - |

### Manifestations culturelles et festivités
- De 2003 à 2012, festival Mixi-Thé chaque année en janvier, manifestations sur le thème du thé[55]. Il n'a pas été reconduit en 2013[56].
- Fête votive à la mi-juin, pendant un week-end[57].
- Festival Più di Voce en Périgord, chaque année durant la deuxième quinzaine de juillet depuis 2006, festival professionnel d'art lyrique[58]).
- Le 15 août, brocante traditionnelle dans le bourg (39e édition en 2025 avec 120 exposants[59]).

## Économie

### Emploi
En 2015, parmi la population communale comprise entre 15 et 64 ans, les actifs représentent 281 personnes, soit 40,4 % de la population municipale. Le nombre de chômeurs (cinquante-trois) a augmenté par rapport à 2010 (quarante-cinq) et le taux de chômage de cette population active s'établit à 18,8 %.

### Établissements
Au 31 décembre 2015, la commune compte 131 établissements, dont 81 au niveau des commerces, transports ou services, quinze dans la construction, quinze relatifs au secteur administratif, à l'enseignement, à la santé ou à l'action sociale, quinze dans l'agriculture, la sylviculture ou la pêche, et cinq dans l'industrie.

## Culture locale et patrimoine

### Lieux et monuments
- L'ancienne chapelle du château est devenue l'église Saint-Martin des XIIIe et XVIIe siècles. Elle a fait l'objet d'une inscription en 1926 au titre des monuments historiques, annulée lorsqu'elle a été classée avec l'ensemble du château en 2005[63],[64].
- Château des Évêques de Périgueux et ancien cimetière, XIIe, XIIIe, XVe et XVIIe siècles. Son inscription de 1998 a été annulée lors du classement au titre des monuments historiques en 2005[63].
- Ruines du château de la Vergne, datant de la première moitié du XVIe siècle, incendié en 1923[65].
- Nehnang Samten Choling : institut d'étude et de méditation bouddhiste sous l'autorité spirituelle de Kyabje Palden Pawo Rinpoche[66]. C'est aussi à Plazac qu'est localisé le comité de traduction Padmakara, une association de traducteurs de textes du bouddhisme tibétain.
- Bien que le lieu-dit le Peuch soit sur le territoire communal, en limite sud, le château du Peuch, connu dès le XVe siècle, est implanté sur la commune voisine de Fleurac[67].

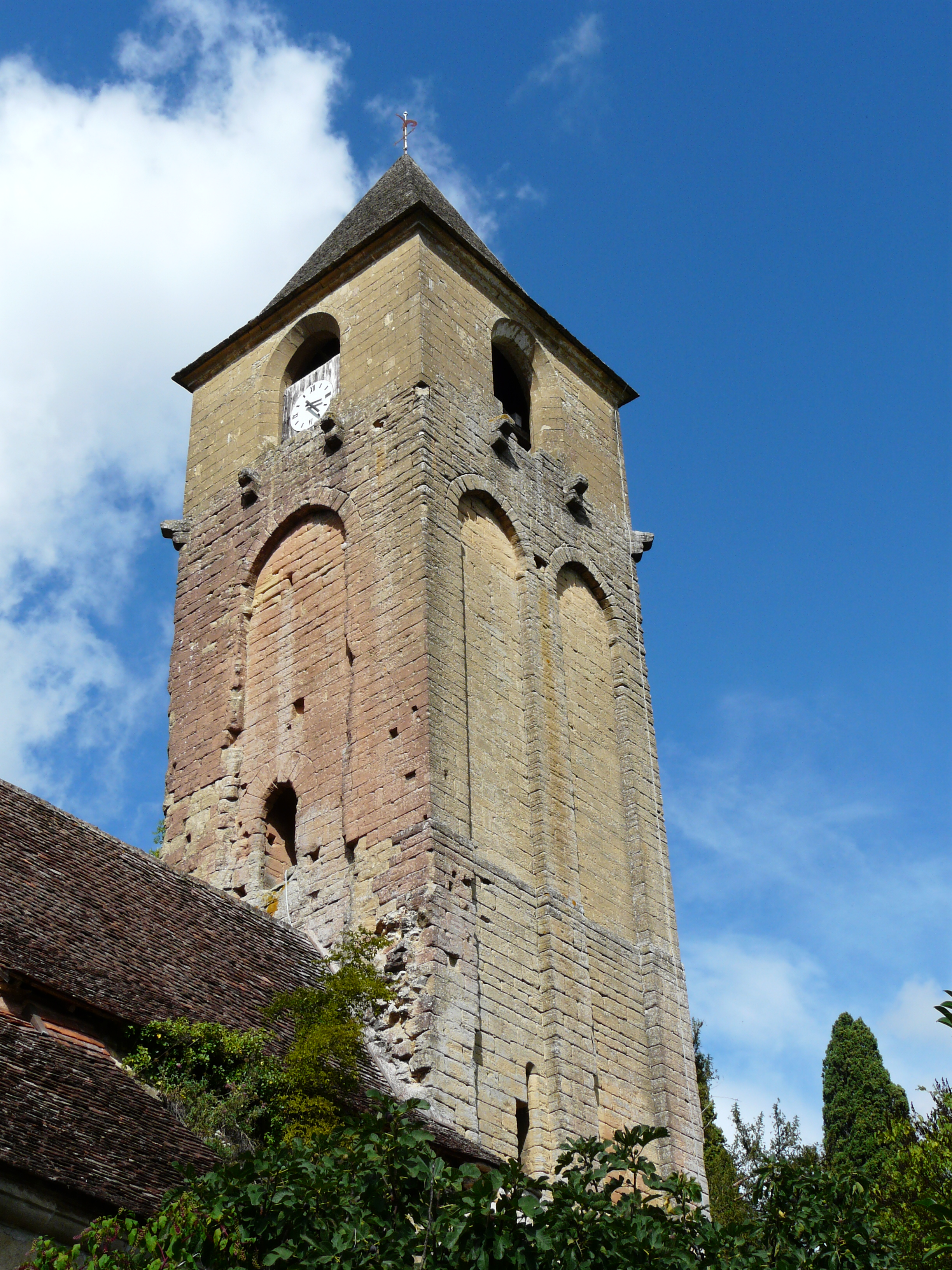
Le clocher de l'église Saint-Martin.
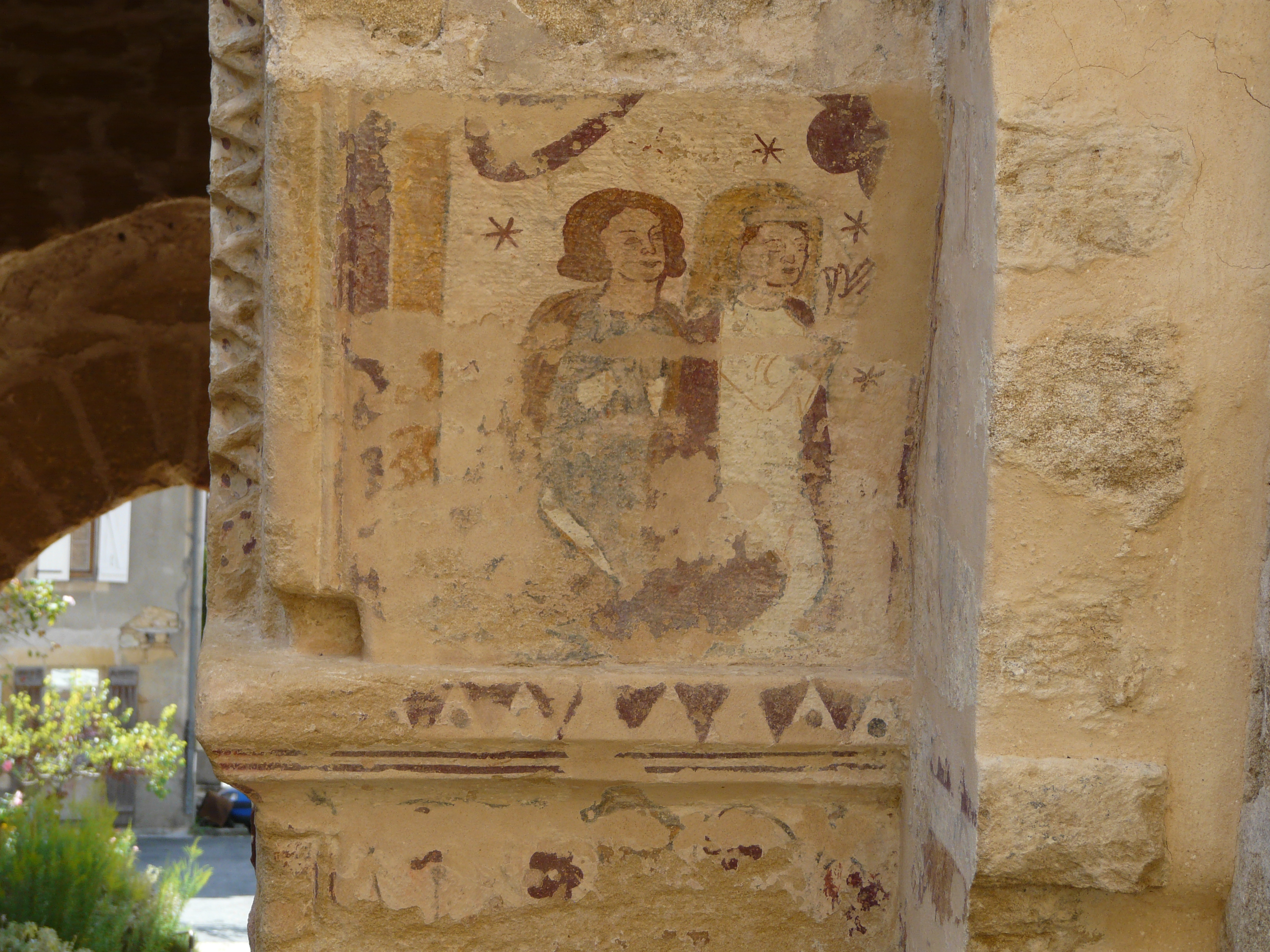
Vestige d'un enfeu de l'église Saint-Martin.
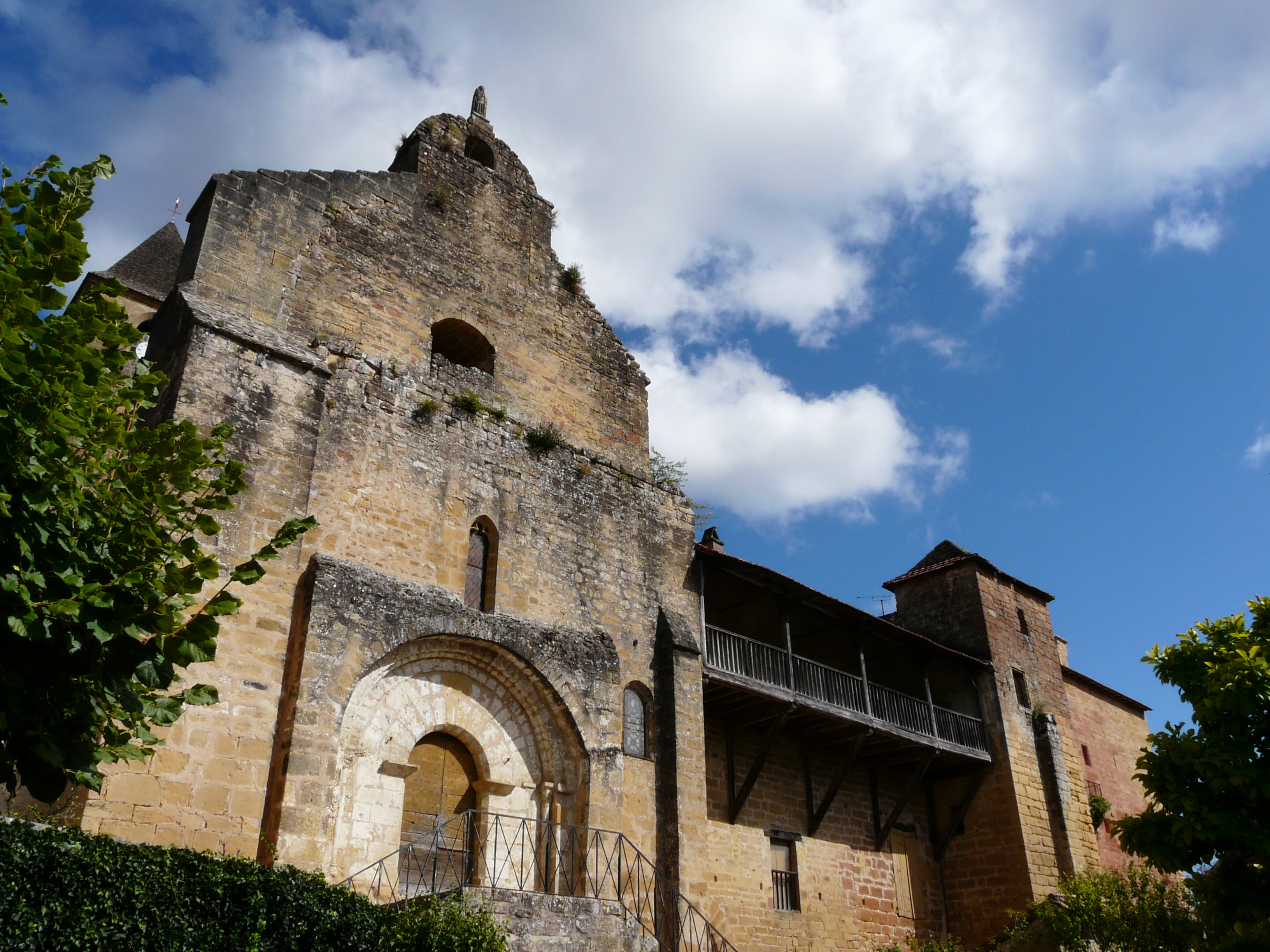
L'église attenante au château de Plazac.
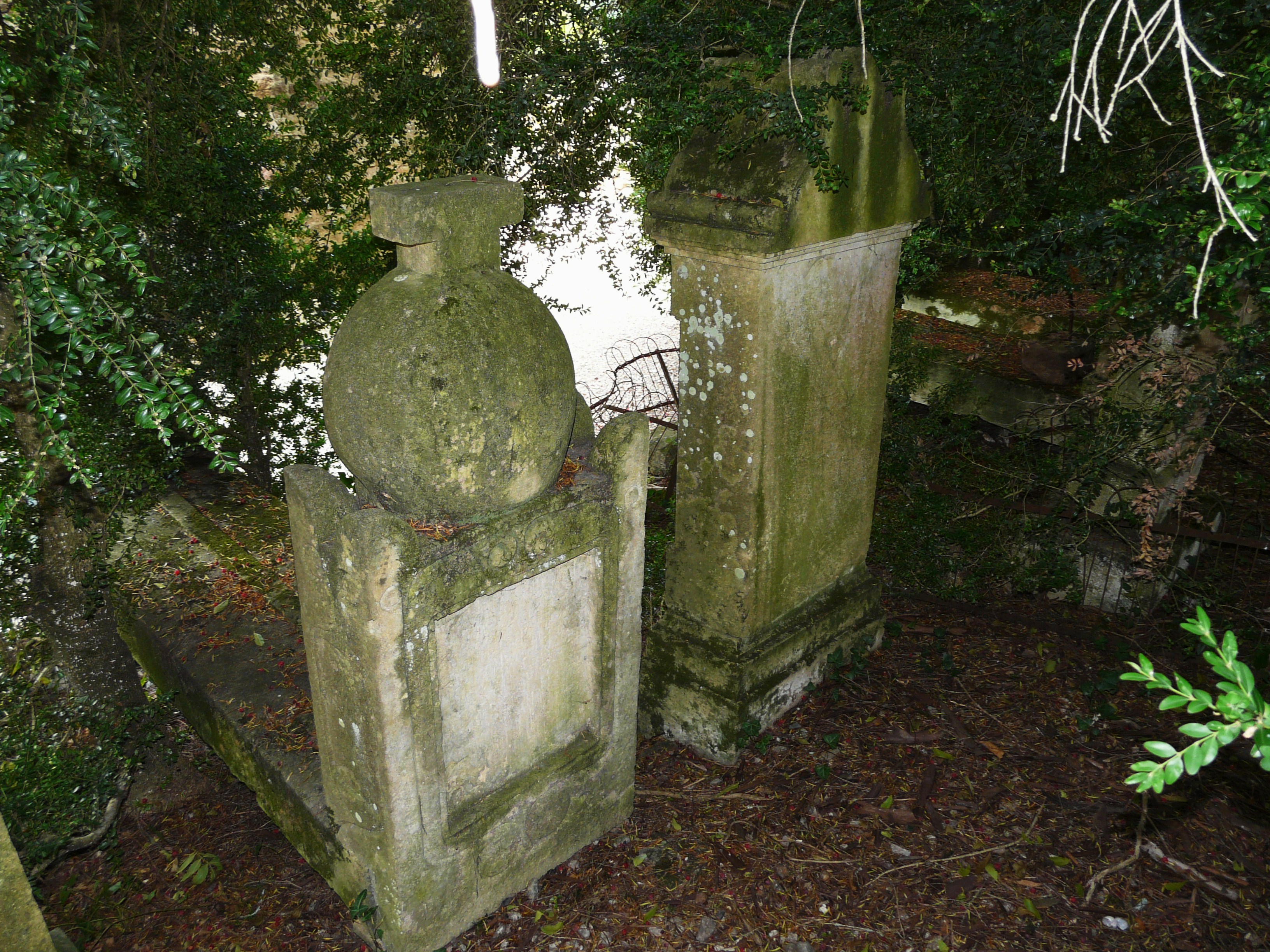
Tombes dans le vieux cimetière.
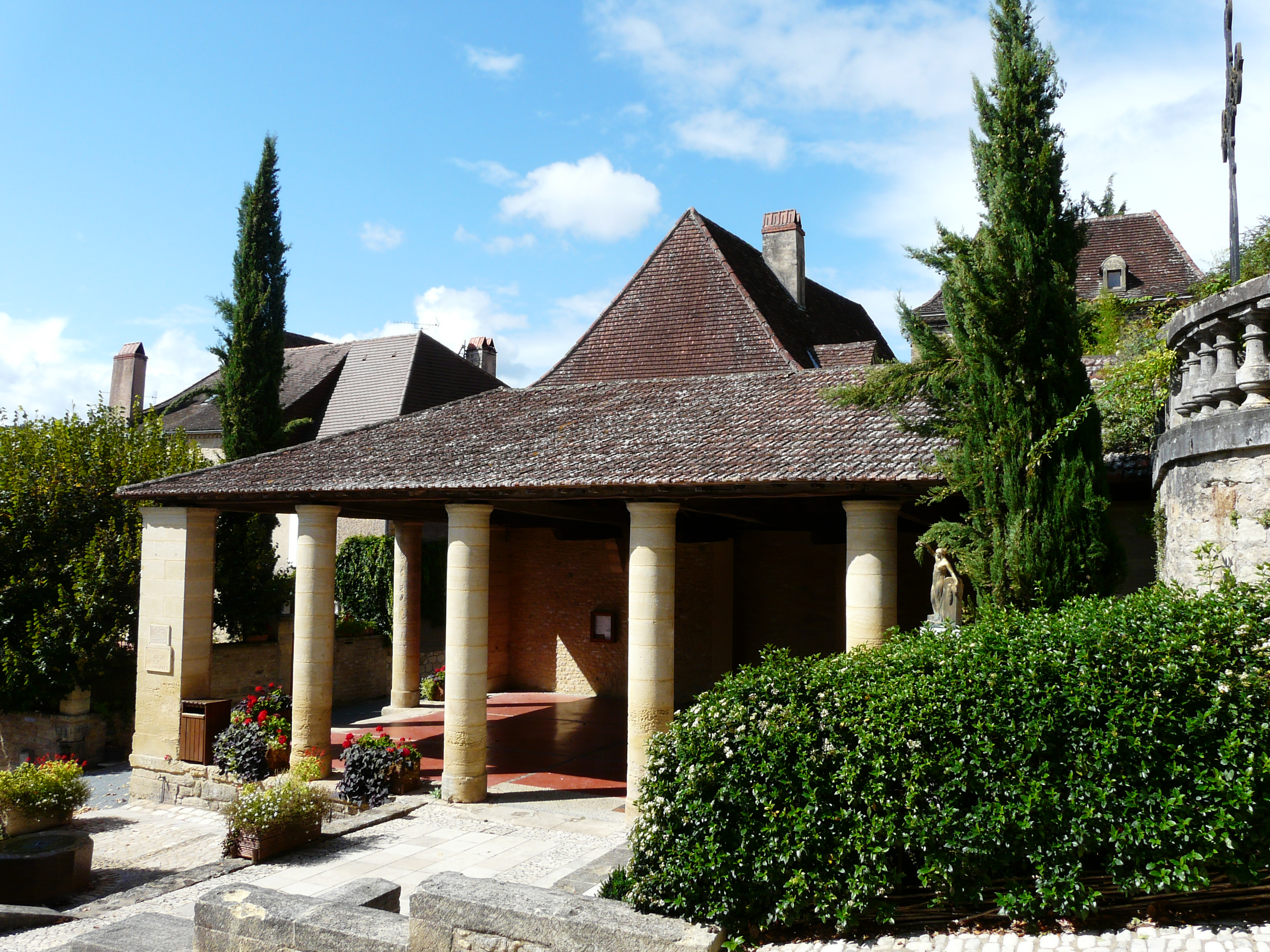
La halle.

### Patrimoine naturel
À l'extrême limite sud-est du territoire communal, la Côte de Jord, coteau calcaire ensoleillé en rive droite de la Vézère, est un site protégé pour sa flore aussi bien en tant que zone Natura 2000 que comme zone naturelle d'intérêt écologique, faunistique et floristique (ZNIEFF) de type I,.

### Personnalités liées à la commune
- Marcel Secondat (1900-1994), né à Plazac le 16 janvier 1900, résistant et historien du Périgord[71].
- Michel Chrétien, responsable national de l'Alliance écologiste indépendante (AEI), vice-président de La France en action jusqu'en 2007, habite au lieu-dit le Bousquet, hameau de la commune de Plazac.

### Héraldique
| Blason de Plazac | Blason  | Coupé, au premier de gueules parti à l'église fortifiée d'or ouverte du champ et aux trois lions couronnés de même et rangés en bande, au deuxième d'azur à deux fûts de canon en sautoir accompagnés d'une fleur de lys et d'une crosse épiscopale, le tout d'or. |
| Blason de Plazac | Détails | Officiel, blason présent sur le site internet de la commune. |

## Pour approfondir